# Палава-кані
Палава-кані (palawa kani) — проєкт відтворення мови тасманійських аборигенів на основі збережених нечисленних даних про тасманійські мови, що існували в минулому. Є ізольованою мовою з порядком слів SVO.